# Сотобаньядо-і-Пріорато
Сотобаньядо-і-Пріорато (ісп. Sotobañado y Priorato) — муніципалітет в Іспанії, у складі автономної спільноти Кастилія-і-Леон, у провінції Паленсія. Населення — 164 особи (2010).
Муніципалітет розташований на відстані близько 250 км на північ від Мадрида, 65 км на північ від Паленсії.
На території муніципалітету розташовані такі населені пункти: (дані про населення за 2010 рік)
- Сотільйо-де-Боедо: 19 осіб
- Сотобаньядо-і-Пріорато: 145 осіб

## Демографія
Динаміка населення (INE ):

## Галерея зображень

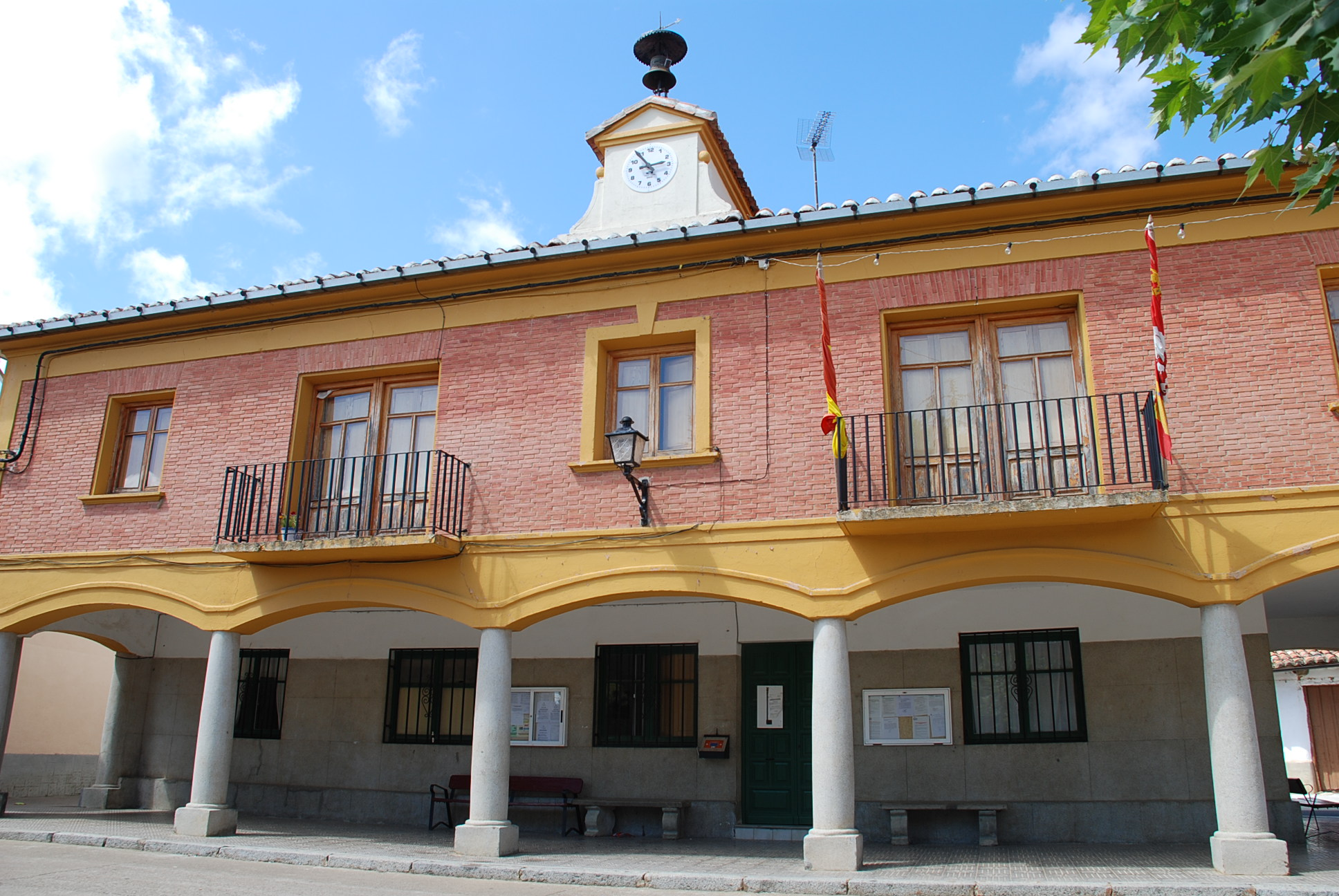
Муніципальна рада